# Aphodius humilis
Aphodius humilis là một loài bọ cánh cứng trong họ Scarabaeidae. Loài này được Roth miêu tả khoa học năm 1851.
Loài này phân bố ở Zimbabwe.